# Streblacanthus amoenus
Streblacanthus amoenus là một loài thực vật có hoa trong họ Ô rô. Loài này được (Bremek.) T.F. Daniel miêu tả khoa học đầu tiên năm 1996.